# Chambon-sur-Dolore
Chambon-sur-Dolore ist eine französische Gemeinde mit 143 Einwohnern (Stand: 1. Januar 2022) im Département Puy-de-Dôme in der Region Auvergne-Rhône-Alpes (vor 2016 Auvergne). Sie gehört zum Arrondissement Ambert und zum Kanton Les Monts du Livradois (bis 2015 Kanton Saint-Germain-l’Herm).

## Geographie
Chambon-sur-Dolore liegt etwa 44 Kilometer südöstlich von Clermont-Ferrand im Regionalen Naturpark Livradois-Forez. Nachbargemeinden von Chambon-sur-Dolore sind Fournols im Norden und Westen, Le Monestier im Norden und Nordosten, Champetières im Osten, Marsac-en-Livradois im Südosten, Saint-Bonnet-le-Chastel im Süden sowie Saint-Germain-l’Herm im Südwesten.

## Bevölkerungsentwicklung
| Jahr                       | 1962 | 1968 | 1975 | 1982 | 1990 | 1999 | 2006 | 2013 |
| Einwohner                  | 388  | 324  | 269  | 212  | 186  | 181  | 177  | 167  |
| Quellen: Cassini und INSEE |      |      |      |      |      |      |      |      |

## Sehenswürdigkeiten
- Kirche Saint-Pierre